# وولمیرسلبن
وولمیرسلبن (به آلمانی: Wolmirsleben) یک شهر در آلمان است که در زالتسلاندکرایس واقع شده‌است. وولمیرسلبن ۱٬۴۱۷ نفر جمعیت دارد.